# Tiécoro Keita
Tiécoro Keita est un footballeur international malien né le 13 avril 1994 à Bamako.

## Biographie

### En équipe nationale
Il participe avec l'équipe du Mali des moins de 20 ans à la Coupe d'Afrique des nations junior 2013 qui se déroule en Algérie. Lors de la compétition, il inscrit un but contre le Nigeria. Le Mali se classe quatrième du tournoi.
Cette performance lui permet de participer à la Coupe du monde des moins de 20 ans 2013 organisée en Turquie. Lors du mondial junior, il joue trois matchs : contre le Paraguay, la Grèce, et le Mexique.
Il reçoit sa première sélection en équipe du Mali le 27 mai 2016, en amical contre le Nigeria (défaite 1-0).

## Statistiques
| Saison                | Club                  | Championnat           | Championnat | Championnat | Coupe nationale | Coupe nationale | Coupe de la Ligue | Coupe de la Ligue | Mali | Mali | Total | Total |
| Saison                | Club                  | Division              | M.          | B.          | M.              | B.              | M.                | B.                | M.   | B.   | M.    | B.    |
| 2013-2014             | Vannes OC (prêt)      | National              | 12          | 0           | -               | -               | -                 | -                 | -    | -    | 12    | 0     |
| 2014-2015             | Paris FC              | National              | 25          | 3           | 3               | 0               | -                 | -                 | -    | -    | 28    | 3     |
| 2015-2016             | Paris FC              | Ligue 2               | 30          | 1           | 2               | 0               | 1                 | 0                 | 2    | 0    | 35    | 1     |
| 2016-2017             | Red Star FC           | Ligue 2               | 15          | 0           | 2               | 0               | 1                 | 0                 | -    | -    | 18    | 0     |
| 2017-2018             | Red Star FC           | National              | 6           | 0           | 1               | 0               | 2                 | 0                 | -    | -    | 9     | 0     |
| 2018-2019             | Les Herbiers VF       | National 2            | 0           | 0           | 0               | 0               | 0                 | 0                 | -    | -    | 0     | 0     |
| Total sur la carrière | Total sur la carrière | Total sur la carrière | 88          | 4           | 8               | 0               | 4                 | 0                 | 2    | 0    | 102   | 4     |